# خرس‌‌وسط

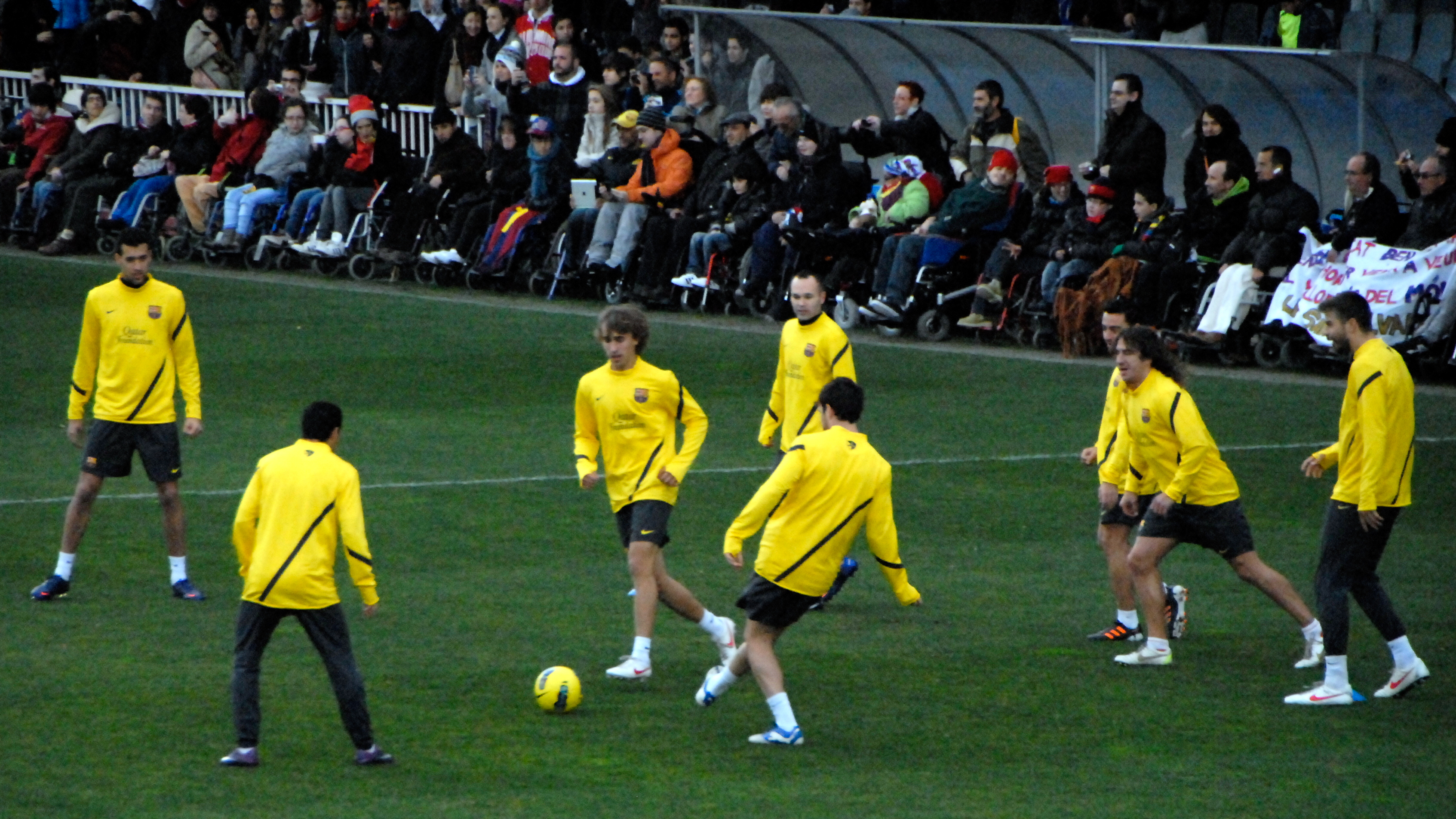
نمایی از اجرای تمرین «خرس وسط» در فوتبال توسط تیم بارسلونا - ۲۰۱۲. یک (یا گروهی) بازیکن به عنوان «خرس»، برگزیده می‌شود. او باید با پا یا سر یا هر اندام مجاز دیگر به جز دست و بازو (اعضای مجاز بدن در بازی فوتبال) توپی را که با پا میان دیگر بازیکنان در محدوده‌ای از پیش تعیین‌شده پاسکاری می‌شود، بگیرد یا ارتباط را قطع کند.

بازی خرس‌وسط، یا بازی آقاوسط گونه‌ای بازی شبیه دست‌رشته است که به عنوان تمرین آماده‌سازی در فوتبال بکار گرفته می‌شود. این بازی برگرفته از فوتبال است. در آغاز یک (یا گروهی) بازیکن به عنوان «خرس»، برگزیده می‌شود. او باید با پا یا سر یا هر اندام مجاز دیگر به جز دست و بازو (اعضای مجاز بدن در بازی فوتبال) توپی را که با پا میان دیگر بازیکنان در محدوده‌ای از پیش تعیین‌شده پاسکاری می‌شود، بگیرد یا ارتباط را قطع کند. در این میان، «خرس» توپ هر کسی را که پاس داده است بگیرد، فرد توپ از دست داده به عنوان «خرس وسط» انتخاب می‌شود. از آن جا که در این بازی مهارت‌های دفاع، کارگروهی، حفظ توپ و جاگذاشتن حریف همزمان توانمندسازی می‌شود، مربیان فوتبال در تمرینات آن را اجرا می‌کنند.
خرس وسط در محدوده بسته و کوچکی انجام می‌گیرد که گروه دارنده توپ معمولاً به دور بازیکنان میانی حلقه زده‌اند. گفته می‌شود این تمرین در بهبود توان تصمیم‌گیری، هماهنگی، بازی گروهی، خلافیت، رقابت‌پذیری و توانایی بدنی کارساز است.
همچنین تنه زدن و هل دادن شخصی که مالک توپ است، از قوانین بازی نمی‌باشد. شخصی که وسط است باید با چابکی، جاگیری مناسب توپ را بگیرد.
گاهی از این بازی برای گرم کردن پیش از مسابقه اصلی فوتبال هم استفاده می‌شود

## بن‌مایه
1. ↑  Clarke, Dave. "What is a Rondo in soccer?". Soccer Coach Weekly. Retrieved 17 November 2017.
2. ↑  «آشنایی با بازی‌های سنتی و محلی». همشهری آنلاین. ۱۰ دی ۱۳۹۱. دریافت‌شده در ۲۱ آذر ۱۳۹۹.
3. ↑  Townsend, Jon. "The Allure of the Rondo". These Football Times. Retrieved 17 November 2017.
4. ↑  Baker, Stan. "Rondo: A simple practice game with multiple benefits". SoccerAmerica. Retrieved 17 November 2017.
5. ↑  «خرس وسط جالب بازیکنان استقلال». مشرق نیوز. ۱۲ بهمن ۱۳۹۸.
6. ↑  «حسن روشن متهم می‌کند: تمرین استقلال فقط شده خرس وسط!». دریافت‌شده در ۲۱ آذر ۱۳۹۹.
7. ↑  «خرس وسط بازیکنان رئال مادرید». ورزش سه. دریافت‌شده در ۲۱ آذر ۱۳۹۹.

- مشارکت‌کنندگان ویکی‌پدیا. «Rondo (game)». در دانشنامهٔ ویکی‌پدیای انگلیسی، بازبینی‌شده در ۳ ژوئن ۲۰۲۰.